# 806 Gyldenia
Gyldenia (asteroide 806) é um asteroide da cintura principal com um diâmetro de 62,63 quilómetros, a 2,9887405 UA. Possui uma excentricidade de 0,0696271 e um período orbital de 2 103 dias (5,76 anos).
Gyldenia tem uma velocidade orbital média de 16,61793916 km/s e uma inclinação de 14,23936º.
Esse asteroide foi descoberto em 18 de Abril de 1915 por Max Wolf.